# Rotter Forst

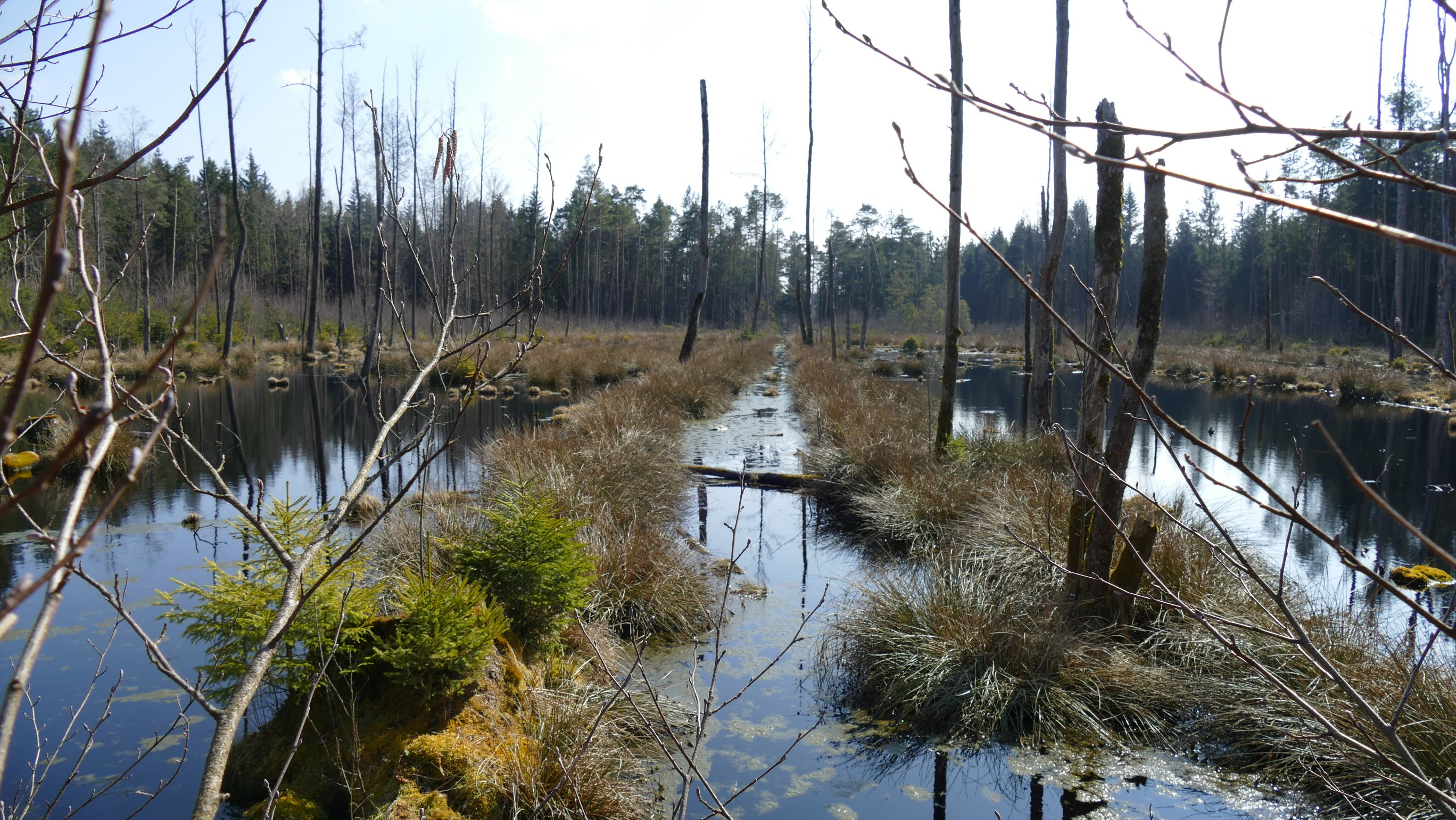
Rotfilz im Rotter Forst

Der Rotter Forst ist ein etwa 16 km² großer ehemaliger Klosterwald bei Rott am Inn. Er ist das größte zusammenhängende Waldgebiet im Landkreis Rosenheim und im Innvorland und hat ein für Grundmoränenlandschaften typisches, leicht welliges Relief. Vom Waldgebiet sind ca. 11 km² Staatswald (Rotter Forst-Süd, Rotter Forst-Nord). Das etwa 8 km² große Natura 2000-Gebiet „Rotter Forst mit Rott“ (8038-371) liegt zu etwa drei Viertel im Rotter Forst, der Rest ist Offenland östlich davon. Das im Süden des Forstes liegende Frauenöder Filz wurde 1940 zum Naturschutzgebiet erklärt, es ist damit eines der ältesten Naturschutzgebiete in Bayern. Im Forst liegen etwa 300 ha Moorgebiete, davon noch ca. 20 ha offenes Hochmoor.

## Torfabbau

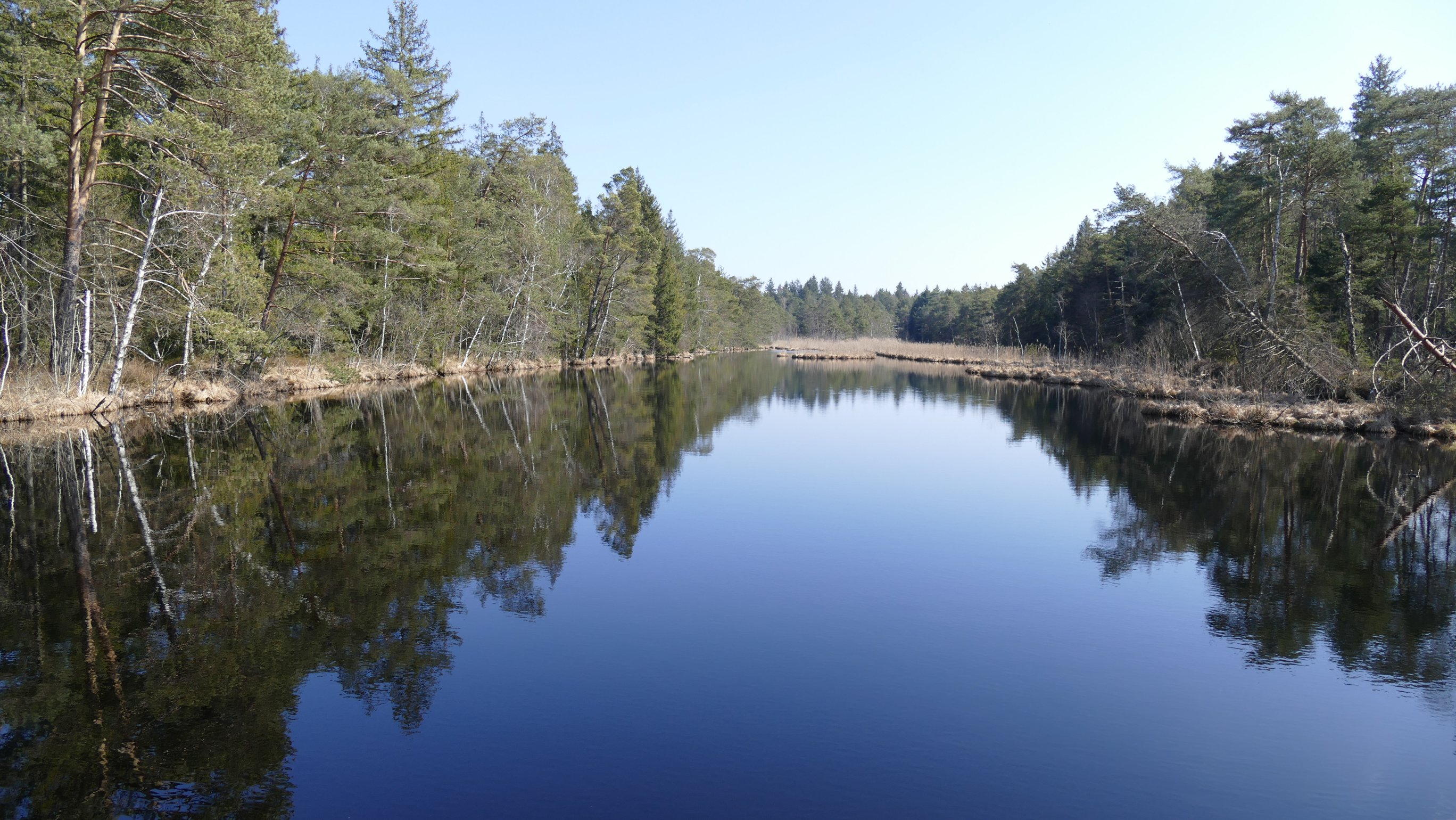
Entenweiher

Große Gebiete im Norden des Forstes (Jägerwald) wurden durch Torfstich und Entwässerungsgräben verändert. Durch die Not nach dem Ersten Weltkrieg wurde von 1921 bis 1926 Torf vom Torfwerk Jägerwald abgebaut, das dem Landestorfwerk unterstand. Der Torf wurde zum Heizen (Brenntorf) und als Einstreu für das Vieh benutzt. 1926 wurde das Gebiet wieder an die Staatsforsten zurück übertragen, der Torfabbau ging aber während und nach dem Zweiten Weltkrieg weiter. In den Nachkriegsjahren wurden zweimal jährlich Stichrechte vom Forstamt vergeben. Die Fläche der Torfstiche beträgt 49 ha auf denen geschätzte 700.000 m³ abgebaut wurden. Durch den Torfabbau entstand der Entenweiher zwischen Jägerwald und Holzherberge, der über den Schlachtgraben zur Attel entwässert.

## FFH-Gebiet

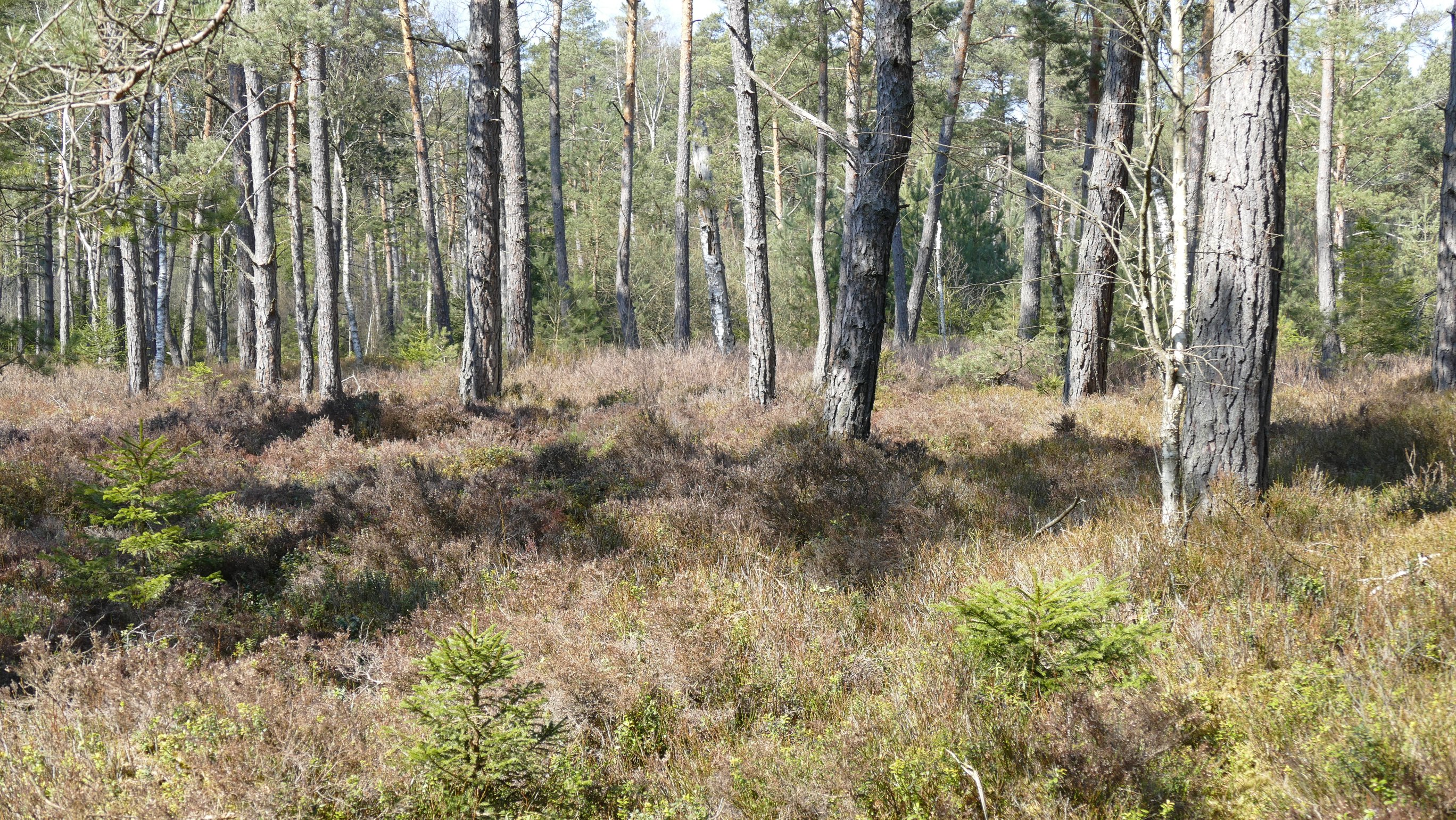
Latschenfilz beim Entenweiher

Im nördlichen FFH-Gebiet werden seit 2002 die Moore wiedervernässt. Im Nordwesten wurden die Entwässerungsgräben, die in den Schlachtgraben münden, mit Torfwehren verschlossen. Dort entstanden Hochmoor-Regenerationsflächen auf denen wieder Torfmoos wächst. Im Jägerwald gibt es zahlreiche verheidete Latschenfilze. Moorwälder gibt von den Typen Waldkiefern-Moorwald, Spirken-Moorwald und Fichten-Moorwald. Der Fichten-Moorwald hat die größte Fläche unter den Moorwäldern und kommt besonders im Nordwesten vor. In diesem weitgehend ungestörten Bereich brütet der Schwarzstorch.
Einige der größeren und wertvolleren Waldbäche im Süden wurden in das FFH-Gebiet aufgenommen, um deren Naturnähe mit ihren bachbegleitenden Erlen-Eschen-Auwäldern und seltene Arten wie Bachmuschel und Mühlkoppe zu erhalten. Fast überall im Forst findet sich, wenn auch nicht häufig, die Gelbbauchunke.
Buchen- und Eichen-Hainbuchen-Wälder wachsen auf den zahlreichen Steilhängen dieser Jungmoränenlandschaft.

### Belege
1. ↑  Rotter Forst mit Entenweiher
2. 1 2 3  Information zum Entwurf des Managementplans „Rotter Forst und Rott“ FFH-Gebiet 8038-371